# Трухина, Полина Александровна
Полина Александровна Трухина (род. 27 мая 1998, Ирбит, Свердловская область) — российская волейболистка, либеро.

## Биография
Начала заниматься волейболом в ДЮСШ города Ирбита. 1-й тренер — В. Р. Софронов. В 2015 приглашена в ВК «Уралочка» и на протяжении четырёх сезонов выступала за фарм-команду клуба в Молодёжной лиге чемпионата России. В сезоне 2017—2018 дебютировала в суперлиге, проведя за «Уралочку-НТМК» 1 матч. В 2019—2020 на правах аренды выступала за «Тулицу», а в 2020 вернулась в «Уралочку», где вновь играла за вторую команду клуба. С 2021 — игрок основного состава «Уралочки» в суперлиге. 

### Клубная карьера
- 2015—2019 —  «Уралочка-НТМК»-2 (Свердловская область) — молодёжная лига;
- 2017—2018 —  «Уралочка-НТМК» (Свердловская область) — суперлига;
- 2019—2020 —  «Тулица» (Тула) — высшая лига «А»;
- 2020—2021 —  «Уралочка»-2-УрГЭУ (Свердловская область) — высшая лига «А»;
- с 2021 —  «Уралочка-НТМК» (Свердловская область) — суперлига.

## Достижения
- серебряный призёр чемпионата России 2022
- 3-кратная чемпионка Молодёжной лиги чемпионата России — 2016, 2018, 2019.
- 4-кратный победитель розыгрышей Кубка Молодёжной лиги — 2016, 2017 (весна), 2017, 2018.
- двукратный серебряный призёр чемпионатов России среди команд высшей лиги «А» — 2020, 2021.